# Gebenstorf
Gebenstorf est une commune suisse du canton d'Argovie, située dans le district de Baden.

Vue aérienne (1965)

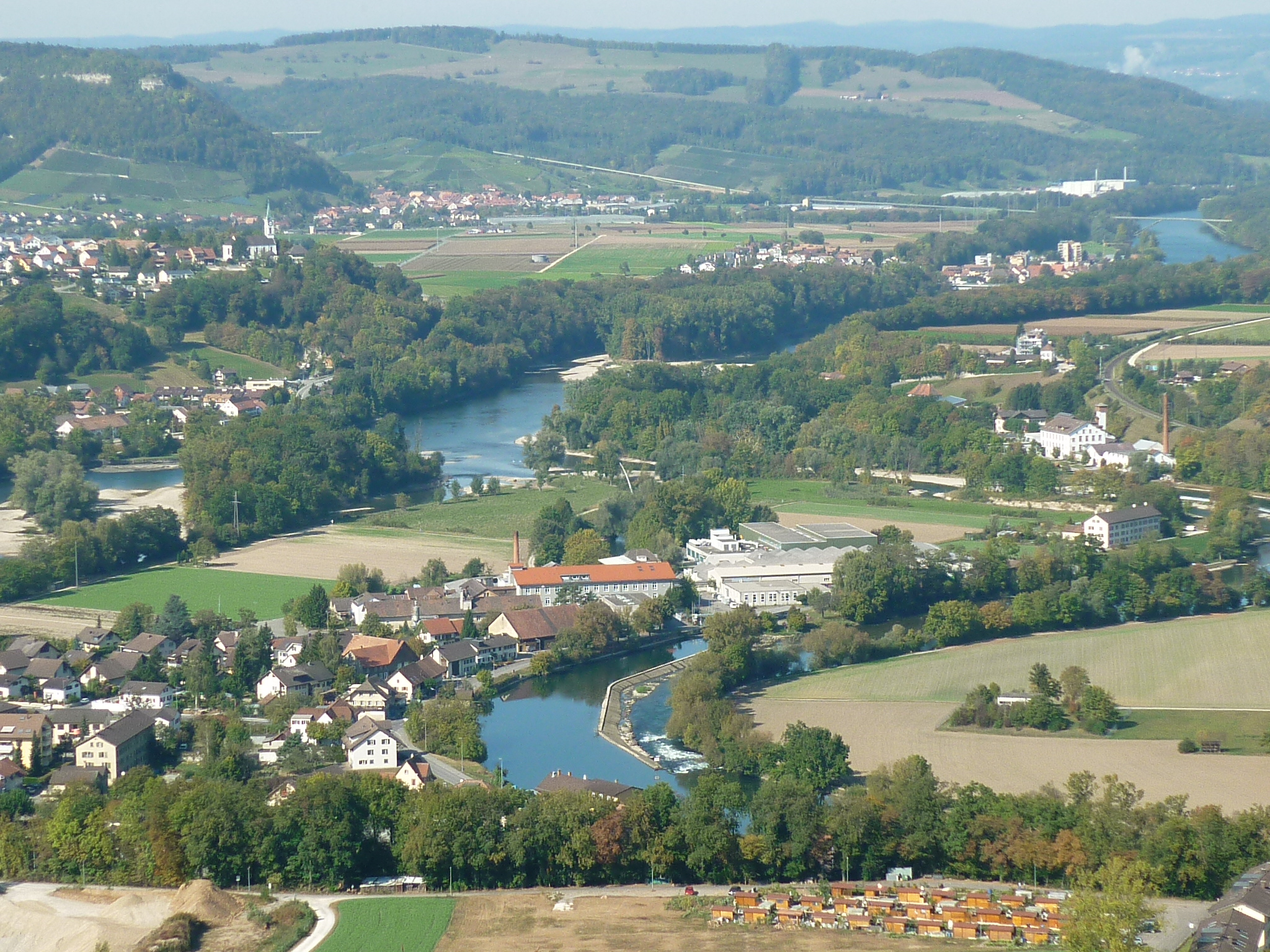
Le Quartier de Vogelsang.